# 古斯塔夫·达伦多夫
古斯塔夫·迪特里希·达伦多夫（Gustav Dietrich Dahrendorf，1901年1月8日—1954年10月30日）是一位德国社会民主党政客。古斯塔夫·达伦多夫在1932年11月至1933年6月22日间担任国会议员。他亦曾数次当选漢堡議會议员。拉尔夫·达伦多夫是他的儿子。
1944年，达伦多夫因参与7月20日密谋案而与尤利乌斯·莱贝尔一同被推上人民法院受审。最终，达伦多夫没有被判处死刑，而是获刑七年。1945年4月，苏联红军攻占勃兰登堡-戈登监狱，达伦多夫获释。